# Kjell Leander Engström
Se även Leander Engström och Tord Leander Engström
Kjell Leander Engström, född 4 mars 1914, död 1979 i Kåseberga på Österlen, var en svensk målare. 
Han studerade vid Konstakademien, i Frankrike, Spanien och Italien. I hans produktion finns målningar med landskap, särskilt med motiv från Lappland och Korsika, dessutom stilleben.
Han finns representerad vid bland annat Norrköpings konstmuseum.
Han är son till konstnären Per Leander Engström (1886-1927), tvillingbror till konstnären Tord Leander Engström (1914-1985) samt pappa till konstnären Styrbjörn Leander-Engström (1942-1979). Han är begravd på Tornehamns kyrkogård, även kallad  Rallarekyrkogården.